# Ceratodon
Ceratodon (Horntand) er en slægt af mosser med to arter i Danmark. Ceratodon kommer fra græsk og betyder netop 'horntand', hvilket hentyder til sporehusets peristomtænder, som er dybt kløvede og derfor hver især kan minde om et par horn.
De modne sporehuse hos Ceratodon er dybt furede. Bladranden er tilbagebøjet.
| Danske arter |

- Gulbørstet horntand Ceratodon xanthopus
- Rød horntand Ceratodon purpureus